# استیون استروگتس
استیون هنری استروگَتس (به انگلیسی: Steven Strogatz) (متولد ۱۳ اوت ۱۹۵۹) ریاضیدان آمریکایی و حائز منصب استاد تمامی جاکوب گولد شرومان در رشته ریاضیات کاربردی در دانشگاه کرنل است. از دلایل شهرت استروگاتز می‌توان به مطالعات وی در زمینه هم‌زمان‌سازی سیستم‌های دینامیکی، تحقیقات او در بخش‌هایی نظیر ریاضیات کاربردی شامل بیولوژی ریاضیاتی و نظریه شبکه‌های پیچیده و تلاش‌های او در راستای بهبود ارتباط عموم مردم با ریاضیات اشاره کرد.

## تحصیلات
استروگاتز از سال ۱۹۷۲ تا ۱۹۷۶ در دبیرستان لومیس چافی در ایالت کنتیکت گذراند. در سال ۱۹۸۰ مدرک کارشناسی خود در رشته ریاضی را از دانشگاه پرینستون دریافت کرد و با دریافت کردن بورس تحصیلی مارشال طی سال‌های ۱۹۸۰ تا ۱۹۸۲ وارد کالج ترینیتی دانشگاه کمبریج شد. استروگاتز مدرک دکترای خود را در زمینه ریاضیات کاربردی از دانشگاه هاروارد در سال ۱۹۸۶ دریافت کرد. موضوع رساله دکترای وی تحقیق بر روی دینامیک چرخه خوابیدن و بیدار شدن انسان بود.

## سوابق شغلی
پس از گذراندن دوره‌ای سه ساله پسادکترا زیر نظر بنیاد ملی علوم در دانشگاه‌های هاروارد و بوستون، استروگاتز در سال ۱۹۸۹ به عنوان عضو هیئت علمی به دانشکده ریاضی اِم‌آی‌تی پیوست. تحقیقات وی در زمینه سیستم‌های دینامیکی باعث شد تا در سال ۱۹۹۰ جایزه پژوهشگر جوان نهاد ریاست جمهوری به وی اعطا شود. در سال ۱۹۹۴ استروگاتز به دانشگاه کرنل نقل مکان کرد و در آن‌جا علاوه بر آن‌که استاد تمامی ریاضی، منصب استاد تمامی گولد شرومان در رشته ریاضیات کاربردی نیز به وی اعطا شد.

## تحقیقات
نخستین مباحثی که استروگاتز در دوره استادی خود بدان پرداخت، مسائل ریاضیاتی موجود در زیست‌شناسی بود. از جمله مسائلی مانند ساختار و هندسه فوق پیچ‌خورده دی‌اِن‌اِی، توپولوژی سه بعدی موج‌های شیمیایی و رفتارهای تجمعی نوسانگرهای بیولوژیکی (مثل رفتار کوپه‌ای و دسته‌جمعی کرم‌های شب‌تاب و نورافشانی هم‌زمان آن‌ها). در دهه ۱۹۹۰ فعالیت‌های وی متمرکز بر روی دینامیک غیرخطی و آشوب و کاربردهای آن در فیزیک، علوم مهندسی و زیست‌شناسی شد. موضوع اصلی بسیاری از این تحقیقات دربارهٔ نوسانگرهای کوپل شده‌ای مانند لیزرها، انشعابات ابررسانا و سروصداهای دسته‌جمعی جیرجیرکها است. تحقیقات اخیر وی معطوف به بررسی سیستم‌های پیچیده و آثار و نتایج آن‌ها بر زندگی روزمره انسان‌ها شده‌است؛ برای مثال نقش هم‌زمانی و تجمع افراد در ایجاد لرزه‌های پل ملنیوم لندن در روز بازگشایی این پل و بررسی دینامیک‌وار ساختار تعادلی مناسبات و نظام‌های اجتماعی در این مطالعات مورد توجه قرار می‌گیرد.
شاید بتوان گفت که شناخته‌شده‌ترین اثر استروگاتز، مقاله پراستناد وی به همراه دانکن واتس در سال ۱۹۹۸ و در مجله علمی نیچر به چاپ رسید. عنوان این مقاله «دینامیک تجمعی شبکه‌های جهانی کوچک» است و تاکنون بیش از ۲۸٬۰۰۰ بار به آن در مقالات و کتب معتبر مختلف استناد شده‌است؛ در واقع در میان دانشمندان و دانشگاهیانی که در حوزه‌های مرتبط با مبحث شبکه‌های پیچیده مشغول به فعالیت هستند، این مقاله نقشی بنیانی دارد. شبکه‌های پیچیده موضوعی بین‌رشته‌ای قلمداد می‌شود و از نظریه گراف و فیزیک آماری گرفته تا جامعه‌شناسی، کسب‌وکار، همه‌گیرشناسی و علوم اعصاب دارای کاربرد است. آمار بالای استنادات به این مقاله طی سال‌های ۱۹۹۸ تا ۲۰۰۸ باعث شد تا این مقاله در این مدت جز شش مقاله پراستناد در تمامی زمینه‌های مرتبط با علم فیزیک قرار بگیرد.